# Paul Stoddart
Pour les articles homonymes, voir Stoddart.
Paul Stoddart, né le 26 mai 1955 à Melbourne, est un entrepreneur australien. Il est surtout connu pour avoir dirigé Minardi, une ancienne équipe de Formule 1, de 2001 à 2005. Depuis 2007, il dirige l'écurie Minardi Team USA dans la série Champ Car aux États-Unis.

## Biographie
Après avoir travaillé dans le commerce de voiture, Paul Stoddart acquiert en 1989 auprès du gouvernement australien plusieurs avions qu'il espère revendre pour réaliser une plus-value. Devant l'échec de la manœuvre, il décide de mettre à profit sa petite flotte pour créer une compagnie aérienne, à l'origine destinée à transporter les amateurs de jeu en Tasmanie, le seul État d'Australie où cette activité est autorisée. Rapidement, Stoddart étend son activité en Angleterre, où il fonde "European Aviation", une compagnie charter à bas prix qui lui permet de faire fortune.
Passionné de sport automobile (en Australie, il a piloté à un modeste niveau dans des compétitions locales), Stoddart acquiert en 1996 plusieurs anciennes monoplaces de Formule 1, qu'il engage avec succès (sous la bannière de European Formula Racing) dans le championnat Formula Boss, une série réservée aux anciennes F1 et qui réunit essentiellement des amateurs fortunés. En 1997, il fait également son apparition dans le monde de la F1 en devenant le sponsor (via European Aviation) de l'écurie Tyrrell Racing. Ses liens de plus en plus étroits avec Tyrrell sont rompus en 1998 lorsque l'équipe est rachetée par Craig Pollock et British American Tobacco. 
En 1999, Paul Stoddart décide de lancer sa propre écurie de F3000, en rachetant l'équipe Edenbridge. Après une première saison modeste sous le nom "European Edenbridge", Stoddart franchit un palier en 2000 en s'alliant avec l'écurie de Formule 1 Arrows pour en devenir le sponsor en F1 et le Junior Team en F3000. Cette année-là, l'équipe European Racing aligne aligne deux grands espoirs du sport automobile mondial: le Néerlandais Christijan Albers et surtout son compatriote Mark Webber, qui s'affirme comme la grande révélation de la saison.
Début 2001, Stoddart se sépare d'Arrows et abandonne la F3000 pour accéder à la Formule 1, en rachetant l'écurie italienne Scuderia Minardi à Gabriele Rumi (en). Sous sa direction, Minardi reste la plus petite équipe du plateau, et continue à éprouver les pires difficultés à boucler son budget. Mais malgré la nécessité pour Minardi de faire appel à des pilotes payants, Stoddart parvient à poursuivre la politique de ses prédécesseurs en permettant à de prometteurs pilotes de débuter, comme Fernando Alonso en 2001, Mark Webber en 2002, Justin Wilson en 2003 ou encore Christijan Albers 2005. Sportivement, le plus grand moment de Stoddart à la tête de Minardi reste probablement la cinquième place de Mark Webber au GP d'Australie 2002. Avec la complicité des officiels, il fait une entorse au protocole en montant sur le podium (après les "vrais" vainqueurs) en compagnie de Webber pour sabler le champagne devant un public tout acquis à sa cause. 
Mais les cinq années de Stoddart à la tête de Minardi sont surtout marquées par son activité "politique". Auto-proclamé porte-parole des écuries déshéritées, il n'a de cesse d'agir pour obtenir une meilleure redistribution des bénéfices commerciaux de la F1 aux écuries, ainsi qu'une baisse des coûts de fonctionnement (via l'obligation faite aux grands constructeurs de fournir des moteurs à bas prix). Véritable "activiste" du paddock, il va jusqu'à trainer la FIA devant la justice civile, pour protester contre un changement de réglementation technique (défavorable à Minardi car entraînant de nouvelles dépenses). 
À l'issue de la saison 2005, constatant qu'il n'est pas en mesure de garantir la survie de l'équipe, il revend Minardi au financier autrichien Dietrich Mateschitz, propriétaire de Red Bull, qui rebaptise l'équipe Scuderia Toro Rosso.
En 2006, Stoddart tente un retour en Formule 1 en se portant candidat à l'obtention du 12e ticket d'entrée pour le championnat du monde 2008. la place reviendra finalement à David Richards et à Prodrive. 
C'est finalement en Champ Car qu'il effectue son retour à la compétition  puisqu'en décembre 2006, il rachète l'écurie CTE-HVM Racing, pour fonder le Minardi Team USA.